# Frank Riemenschneider
Frank Riemenschneider (* 30. Juni 1965 in Hannover) ist ehemaliger Chefredakteur bei den Fachzeitschriften 'Elektronik', 'Elektronik Automotive' und 'Elektronik NEO' und des Weiteren Mikroelektronik-Analyst, Technologie-Konferenzveranstalter und Sachbuchautor zu Computerthemen. Seit 15. September 2022 arbeitet er als Senior Marketing Engineer für den Hard- und Software-Hersteller Lauterbach GmbH in Höhenkirchen-Siegertsbrunn.

## Autor
Parallel zu seinem Studium der Elektrotechnik an der Universität Hannover schrieb Riemenschneider zwischen 1980 und 1990 in der Ära der Commodore-Computer acht Bücher über die Programmierung des Commodore 64 und Amiga, von denen sich insbesondere die im Markt & Technik Verlag erschienenen C64/C128: Alles über Maschinensprache und Amiga: Programmieren in Maschinensprache zu Standardwerken für die Assembler-Programmierung der Commodore-Computer entwickelten.
Riemenschneider veröffentlichte die schnellsten für diese Computer entwickelten Algorithmen für die Erstellung hochauflösender Grafiken, die bis zu 400× schneller arbeiteten als die vom Hersteller vorgeschlagenen Verfahren.
Als Autor für Computer-Zeitschriften entwickelte er die schnellsten für den Commodore 64 und die Floppy VC1541 veröffentlichten Beschleuniger für den Datentransfer zwischen Computer und Floppy. Das im Computermagazin 64’er erschienene Diskettenkopierprogramm „Master-Copy Plus“ (Heft 2/89; Seite 28, 30–33) konnte erstmals und als einzige Software eine Diskette bei Benutzung des serienmäßigen seriellen Bus ohne den Einsatz jeglicher Zusatzhardware in 55 Sekunden kopieren. Sechs Monate nach der Veröffentlichung von „Master-Copy Plus“ folgte eine Version „Master-Copy Parallel“, die mit Hilfe eines Parallel-Bus-Kabels eine Diskettenkopie in unter 20 Sekunden anfertigte. Dies ist die schnellste Zeit auf einem Commodore 64 überhaupt.
Die in beiden Programmen verwendeten Algorithmen für den Datentransfer zwischen Computer und Floppy kamen anschließend auch in professionellen Produkten zum Einsatz. Nach Erscheinen des Amiga schrieb Riemenschneider auch Artikel für das Amiga-Magazin.

## Arbeit
Nach Abschluss seines Studiums (Dipl.-Ing.) und Tätigkeiten in der Industrie wechselte Riemenschneider im Juli 2007 zur Fachzeitschrift Elektronik, wo er für das Resort Mikroelektronik verantwortlich war. Besondere Beachtung finden seine regelmäßig technisch tiefgreifenden Analysen von den z. B. in Smartphones, Tablets und anderen Mobilgeräten eingesetzten Cortex-A-Prozessoren der Firma ARM, den Atom-Prozessoren der Firma Intel sowie Mikrocontrollern, speziell mit Prozessorkernen der Typen ARM Cortex-M und Renesas Electronics RX. Im September 2015 übernahm Riemenschneider die Leitung der Fachzeitschrift 'DESIGN&ELEKTRONIK', die sich seitdem auf einem stetigen Wachstumskurs befindet und die Redaktion in nur 18 Monaten verdoppeln konnte. Tiefgreifende technische Analysen von Mikroelektronik-Komponenten finden Abnehmer bei allen relevanten Industriekunden. Riemenschneider war Mitglied im Steering-Committee und Veranstalter der Konferenz 'Embedded World' in Nürnberg, die jedes Jahr zeitgleich zur gleichnamigen Messe stattfindet und im Jahr 2018 rund 2.100 Teilnehmer hatte.

## Analyse des iPhone-Prozessors Apple A6

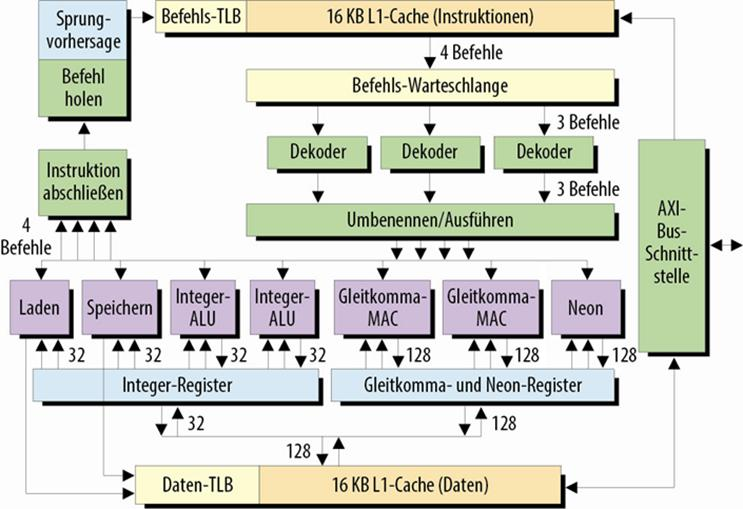
Blockschaltbild von Apples Mikroarchitektur Swift, wie es am 9. Juli 2013 auf der Konferenz für ARM-Systementwicklung präsentiert wurde

Hohe Aufmerksamkeit rief ein Vortrag über den im iPhone 5 eingesetzten Prozessor Apple A6 hervor, den Riemenschneider am 9. Juli 2013 auf der von ARM und der WEKA Fachmedien GmbH veranstalteten ARM-Entwicklerkonferenz in München hielt. Da Apple selbst keine Informationen über diesen herausgegeben hatte, hackte Riemenschneider per Jailbreak ein iPhone 5, um im Anschluss eigens entwickelte Apps auf dieses laden und ausführen zu können. Aus den Ergebnissen zog Riemenschneider Rückschlüsse auf die von Apple Swift genannte Mikroarchitektur des A6, z. B. auf die Anzahl der Instruktions-Dekoder, die Anzahl und Art der Ausführungs-Einheiten und die Länge der Pipeline. Das in seinem Vortrag präsentierte Blockschaltbild von Swift (siehe Apple A6#Mikroarchitektur und Abbildung) ist die bislang einzige Veröffentlichung dieser Art. Während seines Vortrages musste Riemenschneider allerdings auch einräumen, dass es ohne Kooperation von Apple unmöglich sei, Details wie z. B. die Größe von Puffern für die dynamische Sprungvorhersage zu ermitteln.

## Analyse des iPhone-Prozessors Apple A7

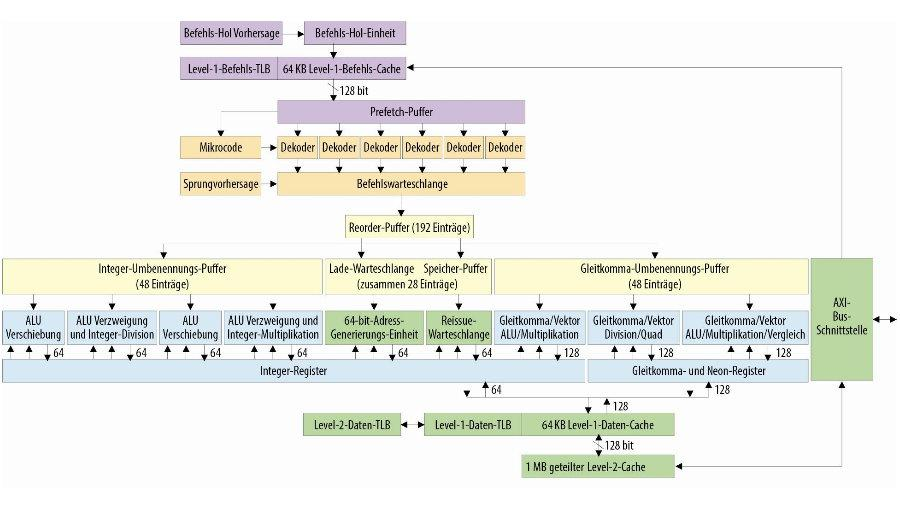
Blockschaltbild von Apples 64-bit-Mikroarchitektur Cyclone

Am 31. März 2014 veröffentlichte Riemenschneider eine Analyse des im iPhone 5S eingesetzten Prozessors Apple A7. Da Apple nur wenige Informationen über diesen herausgegeben hatte, hackte Riemenschneider per Jailbreak ein iPhone 5S, um im Anschluss eigens entwickelte Apps auf dieses laden und ausführen zu können. Aus den Ergebnissen zog Riemenschneider Rückschlüsse auf die von Apple Cyclone genannte Mikroarchitektur des A7, z. B. auf die Anzahl der Instruktions-Dekoder, die Anzahl und Art der Ausführungs-Einheiten und die Länge der Pipeline. Das präsentierte Blockschaltbild von Cyclone (siehe Apple A7#Mikroarchitektur und Abbildung) ist die bislang einzige Veröffentlichung dieser Art.

## Prognose des iPhone-Prozessors Apple A8
Am 1. September 2014, also 9 Tage vor der offiziellen Vorstellung des iPhone 6, veröffentlichte Riemenschneider eine detaillierte Prognose des eingesetzten Prozessors Apple A8 sowie der eingesetzten Funk-Chips, der Speicher und der Chip-Fertigung.

## Analyse des MacBook-Prozessors Apple M1

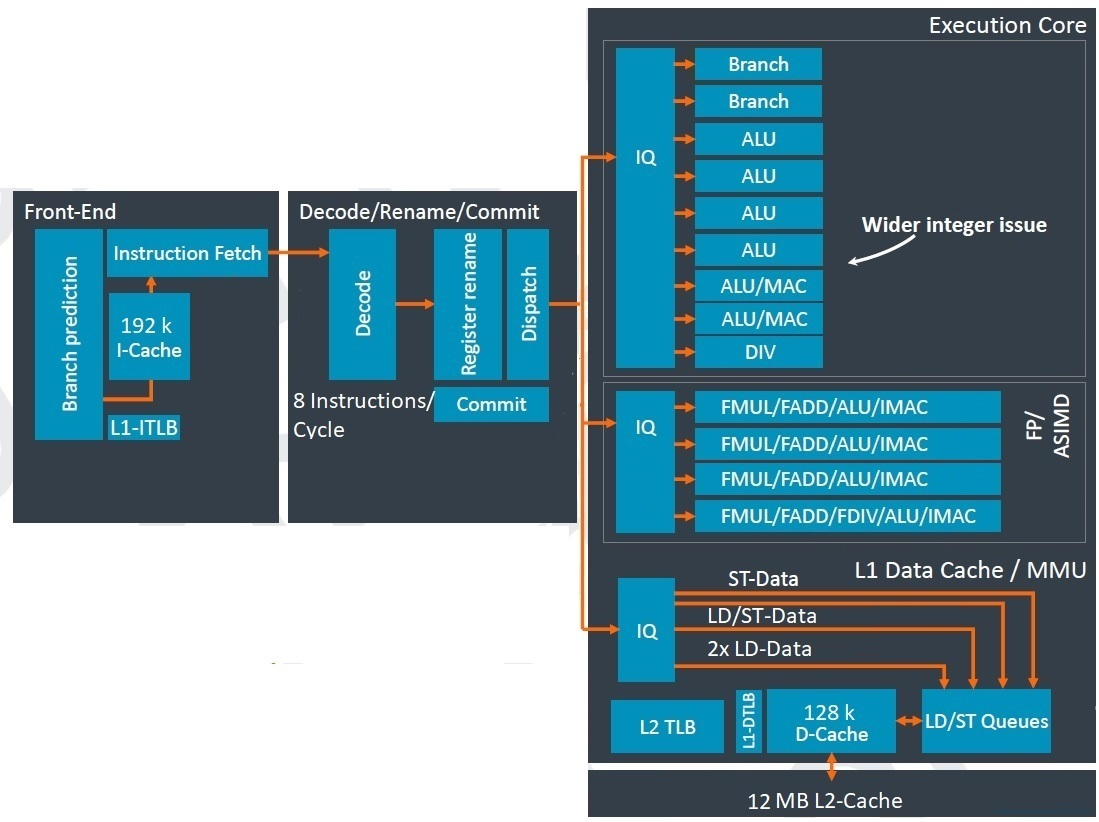
Blockschaltbild von Apples 64-bit-Mikroarchitektur Firestorm

Am 10. November 2020 veröffentlichte Riemenschneider eine Analyse des im Apple MacBook eingesetzten Prozessors Apple M1. Da Apple nur wenige Informationen über diesen herausgegeben hatte, hackte Riemenschneider per Jailbreak ein iPhone 12 Pro, um im Anschluss eigens entwickelte Apps sowie frei im Internet verfügbaren Code auf dieses laden und ausführen zu können. Aus den Ergebnissen zog Riemenschneider Rückschlüsse auf die von Apple Firestorm genannte Mikroarchitektur des M1, z. B. auf die Anzahl der Instruktions-Dekoder, die Anzahl und Art der Ausführungs-Einheiten und die Größe der Caches.

## Privates
Riemenschneider lebt mit seiner Lebensgefährtin, einer Gymnasiallehrerin, in München.

## Werke
- Implementierung integrierter Managementsysteme. Deutscher Universitäts-Verlag, Wiesbaden 2001, ISBN 3-8244-0566-0.
- Maximum Warp. Das Sonderheft für OS/2-Aufsteiger. AWi-Inside-Verlags-Gesellschaft, Trostberg 1994, DNB 94425036X.
- OS/2, Version 2, Workplace Shell. te-wi, München 1993, ISBN 3-89362-290-X.
- HP95LX Palmtop PC. Markt-und-Technik, Haar bei München 1991, ISBN 3-87791-250-8.
- Portfolio-Programmierpraxis. Markt-und-Technik, Haar bei München 1991, ISBN 3-87791-020-3.
- Debuggen leichtgemacht – TurboDebugger in Pascal und Assembler. Markt-und-Technik, Haar bei München 1990, ISBN 3-89090-302-9.
- Amiga – Programmieren in Maschinensprache. Markt-und-Technik, Haar bei München 1989, ISBN 3-89090-712-1.
- C64/C128: Alles über Maschinensprache. Markt-und-Technik, Haar bei München 1988, ISBN 3-89090-571-4.